# Chrosiothes litus
Espèce
Chrosiothes litus est une espèce d'araignées aranéomorphes de la famille des Theridiidae.

## Distribution
Cette espèce est endémique du Nayarit au Mexique,. Elle se rencontre à San Blas.

## Description
La femelle holotype mesure 3,4 mm.

## Publication originale
- Levi, 1964 : The spider genera Stemmops, Chrosiothes, and the new genus Cabello from America. Psyche, vol. 71, p. 73-92 (texte intégral).